# Brandon Saller

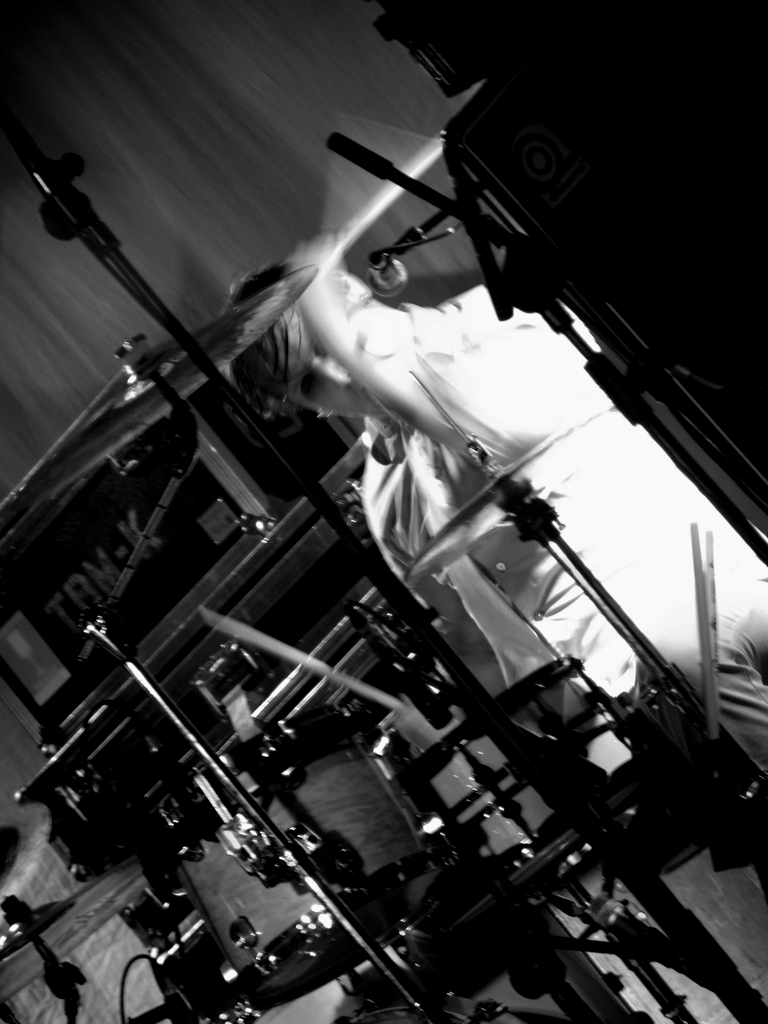
Brandon Saller.

"Brandon Siller Saller" (24 de junio de 1983, Los Ángeles, Estados Unidos) es el baterista y vocalista de Atreyu.

## Biografía
Brandon Kyle Saller nació el 24 de junio de 1983 en Los Ángeles, California.
Tocaba el saxofón en la escuela primaria, mientras que pedía prestados bolillos de batería de otras personas, aunque en el momento en realidad no tocaba la batería. Empezó a tocar la batería cuando se mudó al sur de California. Chad Smith de Red Hot Chilli Peppers es uno de sus mayores influencias. Actualmente es el baterista y cantante para Atreyu, banda de metalcore en el condado de Orange , california.
En la secundaria, Dan Jacobs, Brandon Saller, y Alex Varkatzas estaban en una banda de punk juntos.Después de un tiempo sus gustos musicales comenzaron a cambiar un poco y sus canciones cambiaron acordes a sus gustos musicales.
Decidieron comenzar de nuevo con una banda de metalcore.
Necesitaban un nombre y buscaron en películas y cómics ya que pensaban que la mayoría de los buenos nombres vienen de allí.
Un amigo, Scott Lloyd, sugirió el nombre de Atreyu, un personaje de La historia interminable. El Guitarrista Travis Miguel fue añadido a la banda cuando él y Alex trabajaron juntos en Hot Topic. El bajista Marc McKnight fue recogido, más recientemente, después de perder al bajista original, Chris Thompson. Para el equipo, Saller utiliza dos marcas.Uno de ellos es Drum Workshop, el otro es la batería la Verdad. A pesar de que utiliza las dos marcas, se le ve usando la batería de la Verdad para el video musical "Ex's and Oh's" y varios shows en vivo. También proporciona voz para la banda al igual que Alex. Brandon también ayuda activamente a escribir música para su proyecto en solitario. Se ha publicado un teaser de las canciones y también una canción entera en su MySpace. Él ha dicho que a pesar de que tiene un valor EP de la música, que planea lanzar su álbum en solitario en algún momento en 2010 en la primera
. Desde 2010 Brandon Saller Creó su banda llamada "Hell or Highwater" lanzando 2 álbumes hasta la actualidad, lo cual son "Begin Again" (2010) y "The Other Side EP" (2013) dejando de lado el estilo Post-Hardcore que tenía su exbanda Atreyu y orientadose más al rock[1].